# Kōsuke Gomi
Kōsuke Gomi (五味 康祐 Gomi Kōsuke?,  Osaka, Japón, 20 de diciembre de 1921 - Kamakura, Prefectura de Kanagawa, 1 de abril de 1980) fue un novelista japonés activo durante la era Shōwa, principalmente conocido por sus obras de ficción históricas. Su verdadero nombre era Yasusuke Gomi (五味 保介 Gomi Yasusuke?).

## Biografía

### Primeros años
Gomi nació el 20 de diciembre de 1921 en el vecindario de Namba, Osaka. Sus padres murieron cuando era pequeño, lo que dio como resultado que fuera criado por sus abuelos. Sus abuelos dirigían un próspero negocio de teatros locales y cines. Al graduarse de la escuela secundaria ingresó a la Universidad de Waseda, pero la abandonaría en 1942 por temor al reclutamiento militar, solo para posteriormente inscribirse en el departamento de literatura de la Universidad de Meiji. En 1943, sin embargo, todos los estudiantes universitarios fueron reclutados en el Ejército Imperial Japonés y Gomi fue enviado a pelear en el frente de China. Permaneció en Nankín hasta el final de la guerra. Durante la guerra, conoció al autor Yojuro Yasuda, quien le animó a perseguir su interés en la historia y ficción siguiendo una carrera como escritor.
Al regresar a Japón, Gomi completó su educación en la Universidad de Meiji y comenzó a escribir ficción sobre espadachines del período Edo como protagonistas. En particular, escribió numerosas historias basadas en la figura histórica de Yagyū Jūbei Mitsuyoshi. También creó un personaje llamado Shingo Aoi, un hijo ficticio e ilegítimo del shogun Tokugawa Yoshimune, que viaja por Japón disfrazado y enmendando los errores cometidos por el gobierno de su padre.

### Carrera

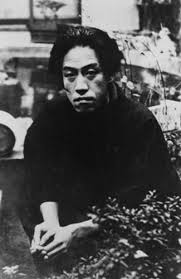
Kōsuke Gomi, alrededor de 1950.

Gomi vivió en Mitaka desde 1947, donde el famoso luchador de sumo Minanogawa Tōzō era su vecino. Se mudó a Kōbe en 1950, donde posteriormente fue hospitalizado por una sobredosis de estimulantes ilegales. Regresó a Tokio en 1952 y al año siguiente ganaría el prestigioso Premio Akutagawa.
Su novela, The Secret Scrolls, fue adaptada a una película en 1958, la cual fue protagonizada por el famoso actor Toshirō Mifune. Además de su carrera como escritor, Gomi también fue un notable crítico musical de música clásica, así como también crítico de los sistemas de audio. Era un hombre de pasatiempos variados, desde el mahjong hasta la quiromancia, dejando numerosas monografías de sus pasatiempos.
Fanático de los automóviles, Gomi fue arrestado en mayo de 1961 por conducir ebrio. El 31 de enero de 1964, estuvo involucrado en una colisión frontal con un camión mientras conducía por la Ruta Nacional 1 en Suzuka, Mie, que le dejó hospitalizado con lesiones interna. El 24 de julio de 1965, mientras conducía a gran velocidad por Nagoya, arrolló y asesinó a una mujer de 60 años y a su nieto, de 6 años. Gomi recibió una sentencia de 18 meses de prisión con cinco años de libertad condicional, en parte gracias a una petición para aligerar su condena firmada por numerosas personalidades literarias de la época, tales como Yasunari Kawabata, Naoya Shiga y Yukio Mishima, entre otros.
Gomi murió de cáncer de pulmón en 1980, a la edad de 58 años. Su tumba se encuentra en el templo de Kenchō-ji en Kamakura, Kanagawa.